# Stare Babice

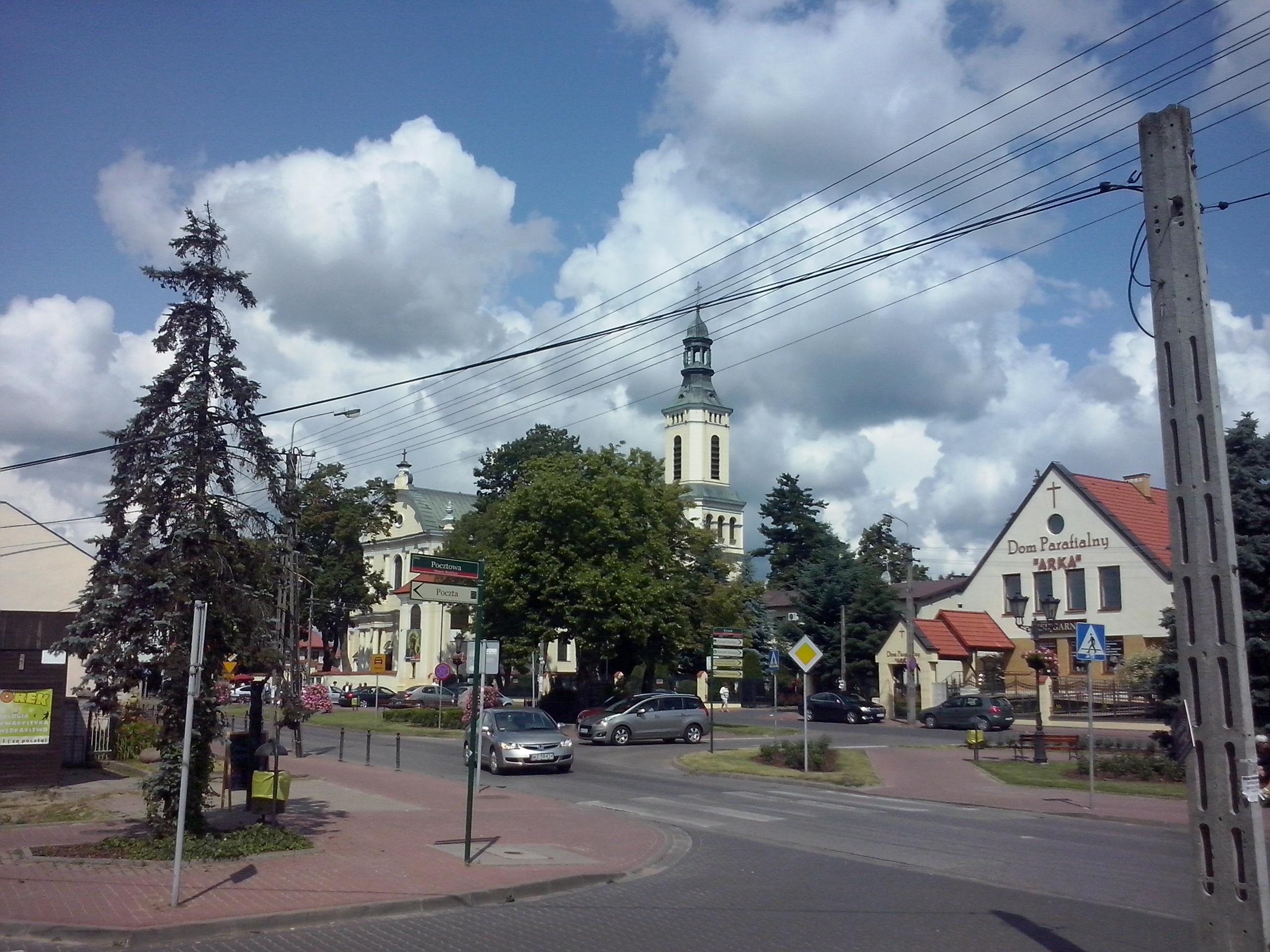
Rynek Starych Babic

Stare Babice – wieś w Polsce położona w województwie mazowieckim, w powiecie warszawskim zachodnim, w gminie Stare Babice. Ma status sołectwa.
Miejscowość jest siedzibą gminy Stare Babice.
Do 1952 roku miejscowość była siedzibą gminy Blizne. W latach 1975–1998 miejscowość administracyjnie należała do województwa warszawskiego.

## Komunikacja
Wieś znajduje się przy drodze wojewódzkiej nr 580 z Warszawy przez Leszno do Żelazowej Woli i Sochaczewa, 13 km na zachód od centrum Warszawy.
Stare Babice połączone są z Bemowem przez linie autobusowe 714, 719 i 729, oraz z Młocinami przez linię 712 obsługiwane przez Zarząd Transportu Miejskiego w Warszawie.

## Historia
Średniowieczne Babice znajdowały się na zachód od dzisiejszego rynku na wzniesieniu przy strudze.
W pierwszej połowie XVI wieku w Babicach istniał kościół drewniany, parafia i szkoła parafialna.
W 1728 zbudowany został murowany kościół fundacji kanclerza wielkiego koronnego Jana Sebastiana Szembeka; przebudowany w latach 1899-1902 wg projektu Józefa Piusa Dziekońskiego.
W 1827 wieś liczyła 26 domów, 266 mieszkańców, miejscowa parafia zaś 3098 wiernych. W tym samym roku, potomkowie rodu Babickich opuścili Babice i przeprowadzili się do guberni mińskiej, a kolejny właściciel, Jasieński, zginął w powstaniu styczniowym, a dwór do niego należący spłonął. Dobra babickie zostały podzielone na mocy carskiego ukazu.
Słowniku geograficznym Królestwa Polskiego i innych krajów słowiańskich z roku 1880:

Babice, wieś i folwark, powiat warszawski, gmina Blizne, o 9 wiorst w zachodnio-północnej stronie od Warszawy. W 1827 r. miała 28 domów i 266 mieszkańców. Babice, parafia, dekanat warszawski, liczy 3098 dusz.

Pod koniec XIX wieku powstały na tym terenie umocnienia Twierdzy Warszawa, a fort IIa na dzisiejszym Bemowie został nazwany Fortem Babice, a na dawnej drodze z Babic do Warszawy przez Groty powstał Fort Blizne (Fort III). W latach 20. XX wieku na terenie dawnego poligonu przy Forcie Babice powstała Transatlantycka Centrala Radiotelegraficzna, zniszczona w 1945. W 1939 przez Babice kilka razy przechodziła linia frontu w trakcie obrony Warszawy. W 1942 miała tam miejsce egzekucja 110 Żydów przywiezionych z getta warszawskiego.
Od 1990 roku na terenie Starych Babic wydawane jest czasopismo „Gazeta Babicka“. Pierwszy numer ukazał się w styczniu 1990 roku.

## Zabytki
- kościół Wniebowzięcia NMP z 1728, przebudowany w latach 1899-1902 według projektu Józefa Piusa Dziekońskiego
- plebania kościoła pw. Wniebowzięcia NMP
- cmentarz parafialny z nagrobkami z przełomu XIX/XX wieku (wśród pochowanych m.in. aktor Henryk Borowski)
- cmentarz wojenny z 373 mogiłami z II wojny światowej: żołnierzy Wojska Polskiego poległych w 1939, powstańców, partyzantów AK Zgrupowania Kampinos oraz ludności cywilnej pomordowanej w okresie okupacji. Wpisany do rejestru zabytków nr rej. 1582

## Osoby związane z Starymi Babicami
- Sanah – polska piosenkarka, skrzypaczka i kompozytorka; mieszka w miejscowości